# Volcán Casablanca
El Casablanca es un estratovolcán chileno ubicado en la Región de Los Lagos, a cerca de 90 km de la ciudad de Osorno. Este  volcán, de típica forma cónica, permanece activo y se encuentra entre los lagos Puyehue y Rupanco.
Forma parte del Parque nacional Puyehue, y en su ladera occidental se ubica el Centro de Ski Antillanca, el cual permite la práctica de deportes de invierno, en especial esquí y snowboard, con una superficie de 512 hectáreas de superficie esquiable.